# Колпакова, Галина Вячеславовна
Гали́на Вячесла́вовна Колпако́ва (род. 14 января 1983) — российская легкоатлетка, специалистка по спортивной ходьбе. Выступала на профессиональном уровне в 2000-х годах, обладательница серебряной медали чемпионата России в ходьбе на 20 км, участница чемпионата Европы в Гётеборге. Представляла Чувашию.

## Биография
Галина Колпакова родилась 14 января 1983 года. Занималась спортивной ходьбой под руководством заслуженного тренера Чувашской Республики Авенира Хрисанфовича Ермолаева.
Впервые заявила о себе в сезоне 2003 года, когда заняла 17-е место в дисциплине 20 км на чемпионате России по спортивной ходьбе в Чебоксарах и финишировала седьмой в дисциплине 20 000 метров на чемпионате России в Ижевске.
В 2004 году в 20-километровой ходьбе стала седьмой на молодёжном всероссийском первенстве в Адлере, 12-й на чемпионате России в Чебоксарах, восьмой на чемпионате России по ходьбе на 20 000 метров в Ижевске.
В 2005 году показала 16-й результат на зимнем чемпионате России по спортивной ходьбе в Сочи, 14-й результат на чемпионате России в Саранске, была девятой на клубном чемпионате России в Челябинске и шестой на чемпионате России по ходьбе на 20 000 метров в Ижевске.
В 2006 году на зимнем чемпионате России в Адлере закрыла десятку сильнейших, установив при этом свой личный рекорд в ходьбе на 20 км — 1:30:46. На летнем чемпионате России в Саранске завоевала серебряную награду, уступив только титулованной Ольге Каниськиной. Благодаря этому успешному выступлению вошла в основной состав российской сборной и удостоилась права защищать честь страны на чемпионате Европы в Гётеборге — в программе ходьбы на 20 км показала время 1:33:39, расположившись в итоговом протоколе соревнований на 17-й строке. По окончании сезона завершила спортивную карьеру.